# Qin Er Shi
Qin Er Shi, chiń. 秦二世 (ur. 230 p.n.e., zm. w pierwszej połowie października 207 p.n.e.) – drugi cesarz Chin z dynastii Qin, panujący w latach 209–207 p.n.e.
Był jednym z wielu młodszych synów Qin Shi Huanga i jego faworytem. Kiedy cesarz zmarł w trakcie podróży na wschód w miesiącu księżycowym przypadającym na przełom lipca i sierpnia 210 roku p.n.e., Huhai (to imię osobiste) przebywał przy jego boku. Kanclerz Li Si uznał, że istnieje obawa, w związku ze śmiercią cesarza poza stolicą, że w kraju mogą wybuchnąć bunty, postanowił zatem na razie zataić jego śmierć. Następnie Li Si wraz z eunuchem Zhao Gao, stojącym na czele kluczowego w tym momencie Biura Przekazywania Zapieczętowanych Rozkazów, oraz Huhaiem postanowili nie dopuścić do władzy wyznaczonego przez cesarza następcy tronu, Fusu, który sprzeciwiał się polityce kanclerza. Przebywał on wówczas na północy wraz z wojskami generała Meng Tiana. Spiskowcy zniszczyli pismo, w którym cesarz przed swoją śmiercią kazał Fusu przybyć do Xianyangu i objąć tron, sfałszowali natomiast edykt wyznaczający następcą Huhaia oraz pisma oskarżające Fusu i Meng Tiana o nielojalność i nakazujące im popełnić samobójstwo. Fusu natychmiast wykonał rozkaz, Meng Tian był bardziej podejrzliwy i trafił do więzienia, gdzie wkrótce też popełnił samobójstwo. Po przybyciu do Xianyangu Huhai wstąpił na tron, przyjmując tytuł Er Shi Huangdi (to jest "Drugi Cesarz") oraz dokonał pochówku Pierwszego Cesarza w przygotowanym wcześniej monumentalnym podziemnym mauzoleum.  
Od początku dominujący wpływ na nowego cesarza wywierał Zhao Gao, który niegdyś uczył go pisma oraz prawa, teraz zaś "był Przewodniczącym sekretarzy cesarza i jego tylko rad słuchał władca". Wiosną roku 209 p.n.e. Er Shi Huangdi odbył podróż inspekcyjną po wschodzie kraju, w której towarzyszył mu Li Si. Po powrocie do stolicy za namową Zhao Gao zgładził on szereg urzędników i potomków szlachetnych rodów, w tym także niektórych członków rodu cesarskiego, oraz uczynił prawa surowszymi. Rozkazał także rozpocząć na nowo przerwaną po śmierci Shi Huangdi budowę Pałacu Sąsiedniego, który miał być jego nową siedzibą.

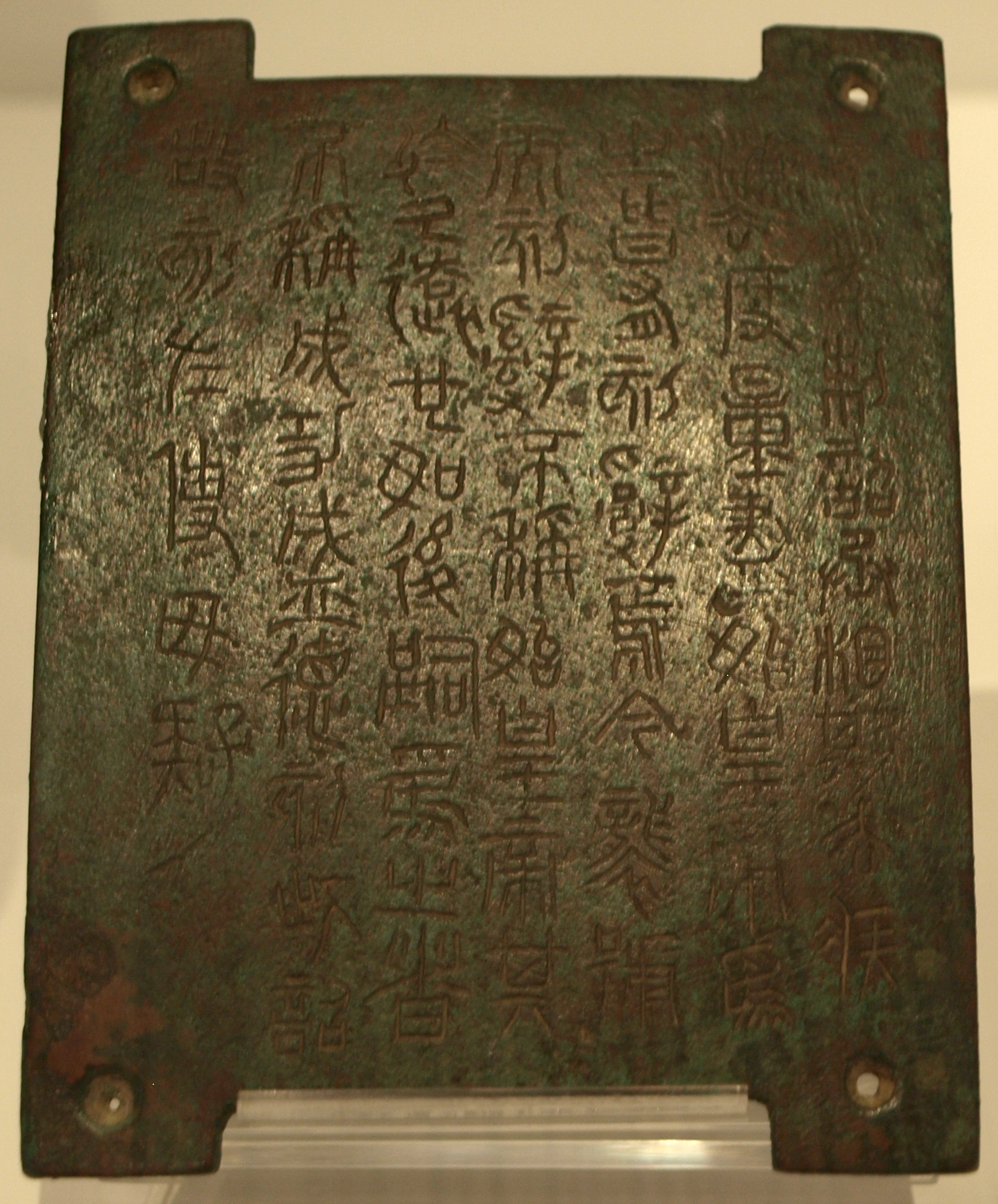
Niewielka brązowa płyta z edyktem Drugiego Cesarza. Zbiory Royal Ontario Museum w Toronto

Tymczasem w siódmym miesiącu księżycowym roku 209 p.n.e. (sierpień/wrzesień) na terenie dawnego państwa Chu, w dzisiejszym południowym Henanie, wybuchła rebelia. Jej przywódcą był Chen Sheng, prosty żołnierz, na którego spadł obowiązek transportu dziewięciuset więźniów, z którego nie mógł wywiązać się na czas z powodu opadów deszczu. Wiedząc, że karą za spóźnienie jest śmierć, wszczął bunt i obwołał się Wielkim Królem Chu. W ciągu dwóch lub trzech miesięcy rebelia rozprzestrzeniła się na całym obszarze wschodnich i południowych Chin, prowadząc do zabijania urzędników dynastii Qin oraz pojawienia się szeregu rywalizujących ze sobą przywódców, którzy dążyli do przejęcia władzy. Obwoływali się oni markizami (hou) i królami, nawiązując do tradycji państw istniejących przed powstaniem cesarstwa. Wśród nich byli też m.in. przyszli główni rywale o schedę po dynastii Qin, Liu Bang i Xiang Yu. Wczesną wiosną 208 roku p.n.e. siły Chen Shenga zaczęły zagrażać stolicy cesarstwa. W tej sytuacji za radą Zhao Gao cesarz ogłosił amnestię wśród więźniów, którzy nadal pracowali przy mauzoleum Pierwszego Cesarza, a postawiony na ich czele zdolny generał Zhang Han pokonał armię Chen Shenga. Ten uciekł na wschód, jednak w styczniu 208 roku p.n.e. zginął na terenie dzisiejszego północno-zachodniego Anhui, zabity przez swojego woźnicę. 
Pokonanie Chen Shenga nie doprowadziło do stłumienia rebelii, chociaż Zhang Han wkrótce pokonał także kilku innych przywódców lokalnych powstań. Tymczasem cała władza na dworze przeszła w ręce Zhao Gao, który doprowadził do izolacji cesarza w jego pałacu oraz skazania Li Si pod zarzutem popełnienia różnych zbrodni. Zginął on w sierpniu 208 roku p.n.e., zaś jego śmierć pociągnęła za sobą także egzekucję jego bliskich krewnych. Na początku 207 roku p.n.e. Zhao Gao objął urząd kanclerza. Latem tego roku Zhang Han po licznych walkach musiał wycofać się pod naciskiem armii prowadzonej przez Xiang Yu, za co otrzymał naganę od cesarza, Zhao Gao zaś odmówił posłuchania jego wysłannikowi. Ten uciekł ze stolicy, uchylając się przed pościgiem ludzi Zhao Gao, i poinformował generała, że niezależnie od dalszego biegu wypadków kanclerz prawdopodobnie doprowadzi do jego śmierci. W tym momencie, a było to w siódmym miesiącu księżycowym 207 roku p.n.e. (sierpień/wrzesień), Xiang Yu uderzył gwałtownie na wojska Zhang Hana i pobił je. Ten ostatni wkrótce poddał się przywódcy rebeliantów wraz z resztą pozostałych przy nim ludzi.
27 września 207 roku p.n.e., chcąc wypróbować swoją siłę na dworze, Zhao Gao złożył cesarzowi w darze jelenia, twierdząc jednak, że to koń. Cesarz wyśmiał Zhao Gao za branie jelenia za konia, jednak zdecydowana większość dworzan albo milczała, albo potwierdzała, że widzi konia. Cesarz odsunął się do pałacu, niedługo potem Liu Bang pokonał obrońców przełęczy na drodze do stolicy. Kiedy cesarz wyraził Zhao Gao swoje niezadowolenie, ten obawiając się rozkazu swojej egzekucji, któregoś dnia w pierwszej połowie października, zaaranżował rzekome pojawienie się rebelianckich "bandytów", które wykorzystał jako pretekst do przeprowadzenia oddziału w pobliże pałacu i zdobycia go. Er Shi Huangdi prosił o pozostawienie go przy życiu, najpierw jako króla komanderii, potem markiza, a wreszcie zwykłego człowieka, z rangą jedynie członka rodu cesarskiego, ale nie zgodzono się na to, więc popełnił samobójstwo. Według Sima Qiana "Drugiego Cesarza pochowano jak zwykłego człowieka w parku Yichun, położonym na południe od miejscowości Du".